# Lucas Digne
Lucas Digne (pronunciación en francés: ly.kas diɲ; Meaux, 20 de julio de 1993) es un futbolista francés que juega de defensa en el Aston Villa F. C. de la Premier League de Inglaterra.

## Trayectoria

### Lille
El 27 de julio de 2010, Digne firmó su primer contrato profesional de tres años con el Lille, cuya duración alcanzaba hasta junio de 2013, aunque luego, en enero de 2012, se amplió hasta 2016. Antes de la temporada 2011-12, Digne fue ascendido al primer equipo de forma permanente y se le asignó el número 3. Hizo su debut profesional el 26 de octubre de 2011 en una victoria por 3-1 sobre el Sedan en la Copa de la Liga y marcó su primer gol el 29 de agosto de 2012 en la victoria de su equipo por 2-0 contra el FC Copenhague en la ronda previa de la Liga de Campeones.

### París Saint-Germain
El 17 de julio de 2013, Digne firmó un contrato de cinco años con el PSG, con un traspaso que ronda los 15 millones de €. En su primera temporada en el club parisino, ganó la Ligue 1, aunque sólo jugó 15 partidos en todo el campeonato; situación que se repitió en el curso siguiente, por lo que decidió buscar una salida para disponer de más minutos.

### AS Roma
El 26 de agosto de 2015, fue anunciado como nuevo jugador de la AS Roma en calidad de cedido y con opción a compra. Fue titular indiscutible en el lateral izquierdo del conjunto romano tanto para Rudi García como para Luciano Spalletti, disputando un total de 42 partidos en toda la temporada. Sin embargo, el club no hizo efectiva su opción de compra sobre el jugador.

### F. C. Barcelona
El 13 de julio de 2016 el Fútbol Club Barcelona confirmó su fichaje para las 5 próximas temporadas, el traspaso se cifró en 16 500 000 euros más 4 millones en variables. Su cláusula de rescisión fue de 60 millones de euros. Debutó el 14 de agosto, en un partido de la Supercopa de España contra el Sevilla FC (0-2); y marcó su primer gol con la camiseta azulgrana el 22 de diciembre, contra el Hércules CF en la Copa del Rey. Terminó su primera temporada en el Camp Nou ganando la Supercopa de España y la Copa del Rey con el equipo azulgrana.

### Inglaterra
El 1 de agosto de 2018 el Fútbol Club Barcelona hizo oficial su venta al Everton F. C. a cambio de 20,2 millones de euros más 1,5 en variables. En el equipo de Liverpool jugó 127 partidos en tres años y medio, siendo traspasado al Aston Villa F. C. el 13 de enero de 2022.

## Selección nacional
El 13 de mayo de 2014 el entrenador de la selección francesa Didier Deschamps incluyó a Digne en la lista final de 23 jugadores que representarán a Francia en la Copa Mundial de 2014. Debutó como internacional absoluto con les bleus en un partido contra Ecuador.

### Participaciones en Copas del Mundo
| Mundial                               | Sede    | Resultado        |
| ------------------------------------- | ------- | ---------------- |
| Copa Mundial de Fútbol Sub-20 de 2013 | Turquía | Campeón          |
| Copa Mundial de Fútbol de 2014        | Brasil  | Cuartos de final |

### Participaciones en Eurocopas
| Mundial       | Sede    | Resultado        |
| ------------- | ------- | ---------------- |
| Eurocopa 2016 | Francia | Subcampeón       |
| Eurocopa 2020 | Europa  | Octavos de final |

## Estadísticas

### Clubes
Actualizado al último partido disputado el 16 de agosto de 2025.
| Club                         | Div.          | Temporada     | Liga  | Liga  | Liga   | Copas nacionales | Copas nacionales | Copas nacionales | Torneos internacionales | Torneos internacionales | Torneos internacionales | Total | Total | Total  |
| Club                         | Div.          | Temporada     | Part. | Goles | Asist. | Part.            | Goles            | Asist.           | Part.                   | Goles                   | Asist.                  | Part. | Goles | Asist. |
| ---------------------------- | ------------- | ------------- | ----- | ----- | ------ | ---------------- | ---------------- | ---------------- | ----------------------- | ----------------------- | ----------------------- | ----- | ----- | ------ |
| Lille O. S. C. Francia       | 1.ª           | 2011-12       | 16    | 0     | 1      | 2                | 0                | 0                | 0                       | 0                       | 0                       | 18    | 0     | 1      |
| Lille O. S. C. Francia       | 1.ª           | 2012-13       | 33    | 2     | 1      | 4                | 0                | 0                | 7                       | 1                       | 1                       | 44    | 3     | 2      |
| Lille O. S. C. Francia       | Total club    | Total club    | 49    | 2     | 2      | 6                | 0                | 0                | 7                       | 1                       | 1                       | 62    | 3     | 3      |
| París Saint-Germain Francia  | 1.ª           | 2013-14       | 15    | 0     | 2      | 3                | 0                | 1                | 2                       | 0                       | 1                       | 20    | 0     | 4      |
| París Saint-Germain Francia  | 1.ª           | 2014-15       | 15    | 0     | 1      | 8                | 0                | 0                | 1                       | 0                       | 0                       | 24    | 0     | 1      |
| París Saint-Germain Francia  | Total club    | Total club    | 30    | 0     | 3      | 11               | 0                | 1                | 3                       | 0                       | 1                       | 44    | 0     | 5      |
| A. S. Roma · Italia          | 1.ª           | 2015-16       | 33    | 3     | 3      | 1                | 0                | 0                | 8                       | 0                       | 2                       | 42    | 3     | 5      |
| A. S. Roma · Italia          | Total club    | Total club    | 33    | 3     | 3      | 1                | 0                | 0                | 8                       | 0                       | 2                       | 42    | 3     | 5      |
| F. C. Barcelona · España     | 1.ª           | 2016-17       | 17    | 0     | 0      | 5                | 1                | 1                | 4                       | 0                       | 0                       | 26    | 1     | 1      |
| F. C. Barcelona · España     | 1.ª           | 2017-18       | 12    | 0     | 2      | 5                | 0                | 0                | 3                       | 1                       | 0                       | 20    | 1     | 2      |
| F. C. Barcelona · España     | Total club    | Total club    | 29    | 0     | 2      | 10               | 1                | 1                | 7                       | 1                       | 0                       | 46    | 2     | 3      |
| Everton F. C. Inglaterra     | 1.ª           | 2018-19       | 35    | 4     | 4      | 2                | 0                | 1                | —                       | —                       | —                       | 37    | 4     | 5      |
| Everton F. C. Inglaterra     | 1.ª           | 2019-20       | 35    | 0     | 7      | 4                | 1                | 1                | —                       | —                       | —                       | 39    | 1     | 8      |
| Everton F. C. Inglaterra     | 1.ª           | 2020-21       | 30    | 0     | 7      | 6                | 0                | 0                | —                       | —                       | —                       | 36    | 0     | 7      |
| Everton F. C. Inglaterra     | 1.ª           | 2021-22       | 13    | 0     | 0      | 2                | 1                | 0                | —                       | —                       | —                       | 15    | 1     | 0      |
| Everton F. C. Inglaterra     | Total club    | Total club    | 113   | 4     | 18     | 14               | 2                | 2                | —                       | —                       | —                       | 127   | 6     | 20     |
| Aston Villa F. C. Inglaterra | 1.ª           | 2021-22       | 16    | 0     | 4      | —                | —                | —                | —                       | —                       | —                       | 16    | 0     | 4      |
| Aston Villa F. C. Inglaterra | 1.ª           | 2022-23       | 28    | 1     | 0      | 3                | 1                | 0                | —                       | —                       | —                       | 31    | 2     | 0      |
| Aston Villa F. C. Inglaterra | 1.ª           | 2023-24       | 33    | 1     | 3      | 1                | 0                | 0                | 12                      | 1                       | 3                       | 46    | 2     | 6      |
| Aston Villa F. C. Inglaterra | 1.ª           | 2024-25       | 32    | 0     | 4      | 4                | 0                | 2                | 9                       | 0                       | 0                       | 45    | 0     | 6      |
| Aston Villa F. C. Inglaterra | 1.ª           | 2025-26       | 1     | 0     | 0      | 0                | 0                | 0                | 0                       | 0                       | 0                       | 1     | 0     | 0      |
| Aston Villa F. C. Inglaterra | Total club    | Total club    | 110   | 2     | 11     | 8                | 1                | 2                | 21                      | 1                       | 3                       | 139   | 4     | 16     |
| Total carrera                | Total carrera | Total carrera | 364   | 11    | 39     | 50               | 4                | 6                | 46                      | 3                       | 7                       | 460   | 18    | 52     |
| 1. 2.                        |               |               |       |       |        |                  |                  |                  |                         |                         |                         |       |       |        |

## Palmarés

### Campeonatos nacionales
| Título               | Club                      | País    | Año     |
| -------------------- | ------------------------- | ------- | ------- |
| Supercopa de Francia | París Saint-Germain F. C. | Francia | 2013    |
| Copa de la Liga      | París Saint-Germain F. C. | Francia | 2013-14 |
| Ligue 1              | París Saint-Germain F. C. | Francia | 2013-14 |
| Supercopa de Francia | París Saint-Germain F. C. | Francia | 2014    |
| Copa de la Liga      | París Saint-Germain F. C. | Francia | 2014-15 |
| Ligue 1              | París Saint-Germain F. C. | Francia | 2014-15 |
| Copa de Francia      | París Saint-Germain F. C. | Francia | 2014-15 |
| Supercopa de España  | F. C. Barcelona           | España  | 2016    |
| Copa del Rey         | F. C. Barcelona           | España  | 2016-17 |
| Copa del Rey         | F. C. Barcelona           | España  | 2017-18 |
| Liga de España       | F. C. Barcelona           | España  | 2017-18 |

### Campeonatos internacionales
| Título                      | Club (*)       | Sede    | Año  |
| --------------------------- | -------------- | ------- | ---- |
| Copa Mundial Sub-20         | Francia sub-20 | Turquía | 2013 |
| Liga de Naciones de la UEFA | Francia        | Italia  | 2021 |

(*) Incluyendo la selección.